# Домодедово (футбольный клуб)
«Домодедово» — российский футбольный клуб из Москвы, базировавшийся и игравший домашние матчи в городе Домодедово.
В 2014—2017 годах выступал в Первенстве ПФЛ (группа «Запад»).

## История
Создан в 2013 году братьями Дмитрием и Кириллом Комбаровым. Первый матч «Домодедово» провёл 17 апреля 2014 года против «Троицка» на стадионе «Авангард» в рамках любительского первенства России в третьем дивизионе. Матч закончился победой «Домодедово» со счётом 2:0. Первый матч в качестве профессионального клуба «Домодедово» сыграл 8 июля 2014 года — в кубке России с костромским «Спартаком» (0:0, 3:2 по пенальти). Первый матч в Первенстве ПФЛ «Домодедово» провёл 12 июля 2014 года в Москве против «Спартака-2». Матч закончился со счётом 4:3 в пользу «Спартака-2». В 2017 году команда была расформирована в связи с переездом в Тулу Кирилла Комбарова и реконструкцией стадиона «Авангард». В июне 2017 года бывший пресс-атташе клуба обвинил руководителей «Домодедово» в коррупции.

## Результаты выступлений впервенствеикубкеРоссии
| Год     | Лига/дивизион               | Место    | И  | В  | Н | П  | Мячи  | Кубок (стадия, последний соперник) |
| ------- | --------------------------- | -------- | -- | -- | - | -- | ----- | ---------------------------------- |
| 2014/15 | Первенство ПФЛ зона «Запад» | 10 из 16 | 30 | 10 | 8 | 12 | 48-50 | 1/128, Текстильщик (г) — 0:2       |
| 2015/16 | Первенство ПФЛ зона «Запад» | 13 из 15 | 28 | 5  | 7 | 16 | 30-52 | 1/64 (доп.), Псков-747 (г) — 1:2   |
| 2016/17 | Первенство ПФЛ зона «Запад» | 8 из 14  | 26 | 9  | 6 | 11 | 21-32 | 1/128, Витязь (г) — 0:0, пен. 3:5  |

В 2014 году клуб принимал участие в третьем дивизионе (зона «Москва»): сначала (до начала выступлений в ПФЛ) основной командой, затем — второй.

## Тренер
Главным тренером «Домодедово» все годы был Артём Горлов.
Являлся самым молодым тренером во всём первенстве — на начало сезона-2016/17 ему было 29 лет. Неоднократно подмечалось внешнее сходство Горлова с Юргеном Клоппом.